# Thermosphaeroma smithi
Thermosphaeroma smithi es una especie de crustáceo de la familia Sphaeromatidae.

## Distribución geográfica
Es endémica de las aguas termales de Chihuahua (México).